# الصندوق (مسلسل)
الصندوق هو مسلسل تلفزيوني مصري عُرض في شهر رمضان 1444 هـ (23 مارس 2023م)، من بطولة أحمد داش، هدى المفتي، وعلي قاسم، من تأليف مصطفى صقر ومن إخراج مروان عبد المنعم.

## قصة المسلسل
تحتفل ريم بيوم ميلادها، وتصلها هدية وهي صندوق بداخله محتويات غريبة وغير مفهومة ورسائل تطلب إنقاذ شخص قبل مقتله. يدفع الفضول الأصدقاء الثلاثة يوسف وريم وياسين للبحث وكشف غموض هذا الصندوق، لتتوالى الأحداث في إطار من التشويق والغموض.

## طاقم التمثيل
- أحمد داش: (ياسين)
- هدى المفتي: (نور)
- علي قاسم: (يوسف)
- سماح أنور: (هالة)
- كريم سرور: (يحيى )
- ريهام عبد الغفور: (أروى مراد)
- بسام رجب: (مصطفى)
- محمد التاجي: (عم حسن)
- تارا عماد: (عالية)
- حمزة العيلي: (ناجي)
- أحمد خالد صالح: (خضر محمد)
- ناهد رشدي: (سوسن)
- رشدي الشامي: (مختار)
- جميل برسوم: (كابتن رضا)
- وائل ترك: (دكتور)
- يوسف إسماعيل: (فريد عبد الباري)
- بيومي فؤاد: (د/ عبد الله)
- كريمة منصور: (أميرة)
- ياسر عزت: (دكتور عبد الرحمن)